# Repérages
Repérages je francouzsko-švýcarský hraný film z roku 1977, který režíroval Michel Soutter podle vlastního scénáře. Snímek měl světovou premiéru dne 16. listopadu 1977.

## Děj
Filmový režisér s producentkou jeho nového filmu a dvěma herečkami jsou společně v hotelu, kde obhlížejí lokace pro budoucí film.

## Obsazení
| Jean-Louis Trintignant | Victor      |
| Delphine Seyrig        | Julie       |
| Lea Massari            | Cecilia     |
| Valérie Mairesse       | Esther      |
| Roger Jendly           | Jean Vallée |
| François Rochaix       | Ambrosio    |